# Artemiy Ivanovitch Vorontsov
 (avril 2021).
La mise en forme du texte ne suit pas les recommandations de Wikipédia : il faut le « wikifier ».
Les points d'amélioration suivants sont les cas les plus fréquents. Le détail des points à revoir est peut-être précisé sur la page de discussion.
- Les titres sont pré-formatés par le logiciel. Ils ne sont ni en capitales, ni en gras.
- Le texte ne doit pas être écrit en capitales (les noms de famille non plus), ni en gras, ni en italique, ni en « petit »…
- Le gras n'est utilisé que pour surligner le titre de l'article dans l'introduction, une seule fois.
- L'italique est rarement utilisé : mots en langue étrangère, titres d'œuvres, noms de bateaux, etc.
- Les citations ne sont pas en italique mais en corps de texte normal. Elles sont entourées par des guillemets français : « et ».
- Les listes à puces sont à éviter, des paragraphes rédigés étant largement préférés. Les tableaux sont à réserver à la présentation de données structurées (résultats, etc.).
- Les appels de note de bas de page (petits chiffres en exposant, introduits par l'outil «  Source ») sont à placer entre la fin de phrase et le point final[comme ça].
- Les liens internes (vers d'autres articles de Wikipédia) sont à choisir avec parcimonie. Créez des liens vers des articles approfondissant le sujet. Les termes génériques sans rapport avec le sujet sont à éviter, ainsi que les répétitions de liens vers un même terme.
- Les liens externes sont à placer uniquement dans une section « Liens externes », à la fin de l'article. Ces liens sont à choisir avec parcimonie suivant les règles définies. Si un lien sert de source à l'article, son insertion dans le texte est à faire par les notes de bas de page.
- La présentation des références doit suivre les conventions bibliographiques. Il est recommandé d'utiliser les modèles {{Ouvrage}}, {{Chapitre}}, {{Article}}, {{Lien web}} et/ou {{Bibliographie}}. Le mode d'édition visuel peut mettre en forme automatiquement les références.
- Insérer une infobox (cadre d'informations à droite) n'est pas obligatoire pour parachever la mise en page.

Pour une aide détaillée, merci de consulter Aide:Wikification.
Si vous pensez que ces points ont été résolus, vous pouvez retirer ce bandeau et améliorer la mise en forme d'un autre article.
Le comte Artemiy Ivanovitch Vorontsov (en russe : Артемий Иванович Воронцов ; 1748–1813) est un aristocrate de l'Empire russe. Il était sénateur, conseiller privé effectif et propriétaire du domaine de Voronovo, ainsi que le parrain d'Alexandre Pouchkine.

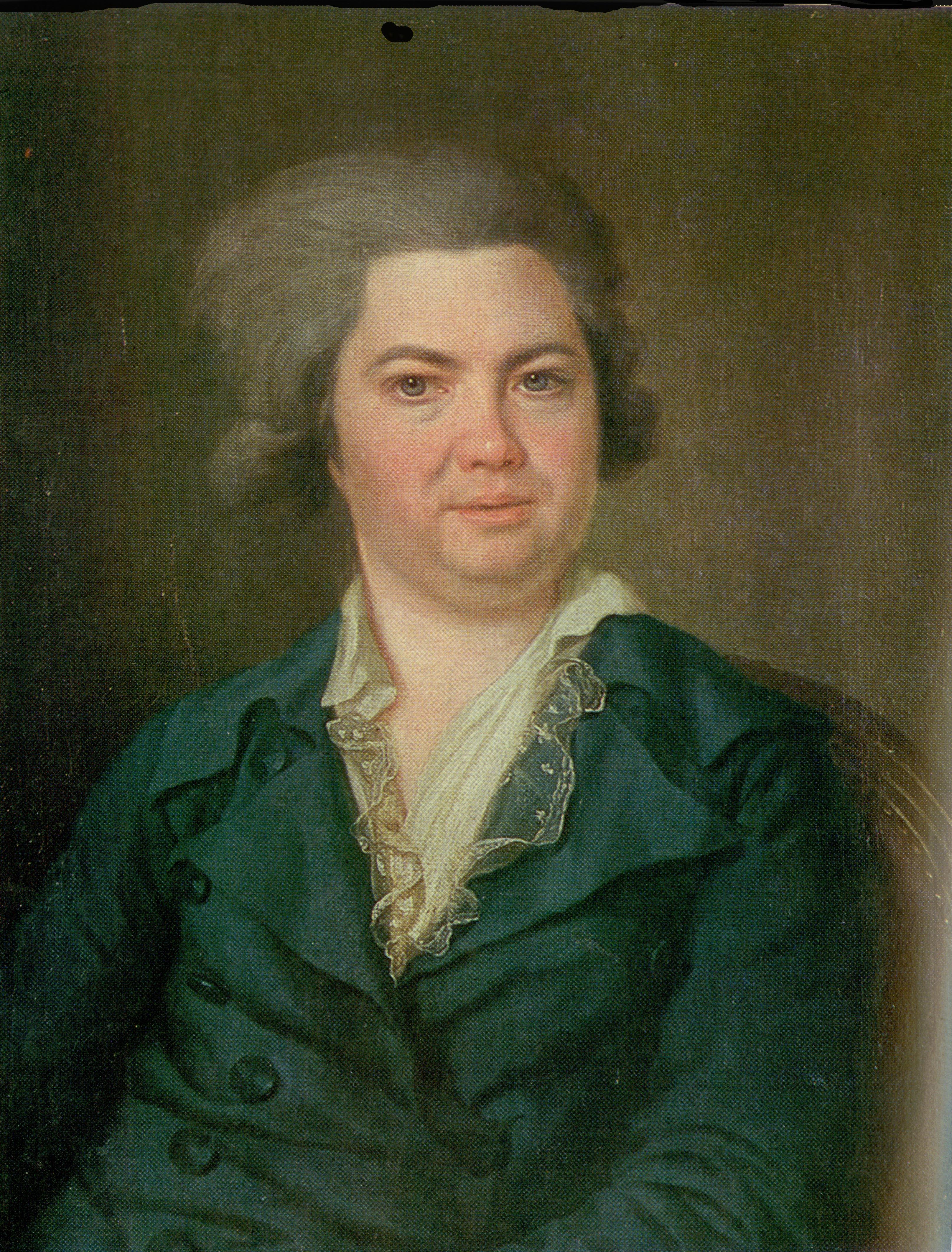
Comte Artemi Vorontsov (fin des années 1780) par Dmitri Levitzky.

## Biographie

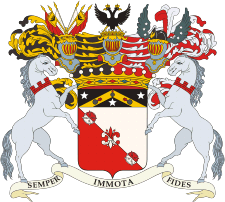
Armoiries de la famille Vorontsov

Artemi Ivanovitch Vorontsov naît en 1748 dans la noble famille Vorontsov.
Son père, Ivan Illarionovitch Vorontsov (1719-1786), et ses frères, étaient comtes du Saint-Empire romain germanique et jouaient également un rôle de premier plan dans la fonction publique et à la cour.
Les oncles d'Artemi, le chancelier d'État Mikhaïl Illarionovitch Vorontsov et le général-en-chef Roman Vorontsov, ont atteint les plus hauts rangs et postes de la fonction publique. Artemi Ivanovitch s'est enrôlé dans le Régiment de la garde à cheval. Il a été promu sergent-major à cornet dans le même régiment le 16 avril 1765. Plus tard, Catherine II lui accorde le grade de junker de chambre le 15 août 1773. Initialement, Vorontsov a continué à être inscrit dans le régiment, mais un mois plus tard, il démissionne à sa propre demande, avec le grade de second capitaine le 10 septembre. À partir de ce moment, il entre au service des tribunaux.
Vorontsov obtient le rang de chambellan à part entière en 1783. Trois ans plus tard, Catherine II le nomme membre de la Commission du commerce, le rôle principal dans lequel fut joué son cousin[Quoi ?] Alexandre Vorontsov.
Plus tard, Artemi Vorontsov est nommé sénateur le 22 septembre 1792. À ce titre, il est au service de Paul Ier à son accession au trône. Pour son couronnement, le 5 avril 1797, il élève Artemiy Vorontsov et ses cousins (Semion Romanovitch Vorontsov et A.R. Vorontsov) au titre de comte de l'Empire russe. Artemi Vorontsov est nommé conseiller privé actif le 28 octobre 1798 et quelques jours plus tard, il a reçoit l'ordre de Sainte-Anne le 8 novembre.
Il vend son domaine de Voronovo en 1800 au comte Rostopchine.

## Famille
Le comte Artemi Vorontsov épouse Praskovia Fiodorovna Kvachnina-Samarina (1749-1797) en 1773. Elle était la fille du magistrat en chef, conseiller d'État effectif, Fiodor Petrovitch Kvachnine-Samarine (1704-1770) et Anna Yourievna Rjevskaïa (1720-1781) (de la famille Rjevsky), sœur de Sarah Yourievna Rjevskaïa, l'arrière-grand-mère d'Alexandre Pouchkine. Praskovia Fiodorovna était une grand-tante du poète. Artemi Ivanovitch Vorontsov était son parrain de baptême, baptême qui fut célébré le 8 juin 1799 à la cathédrale de la Théophanie.

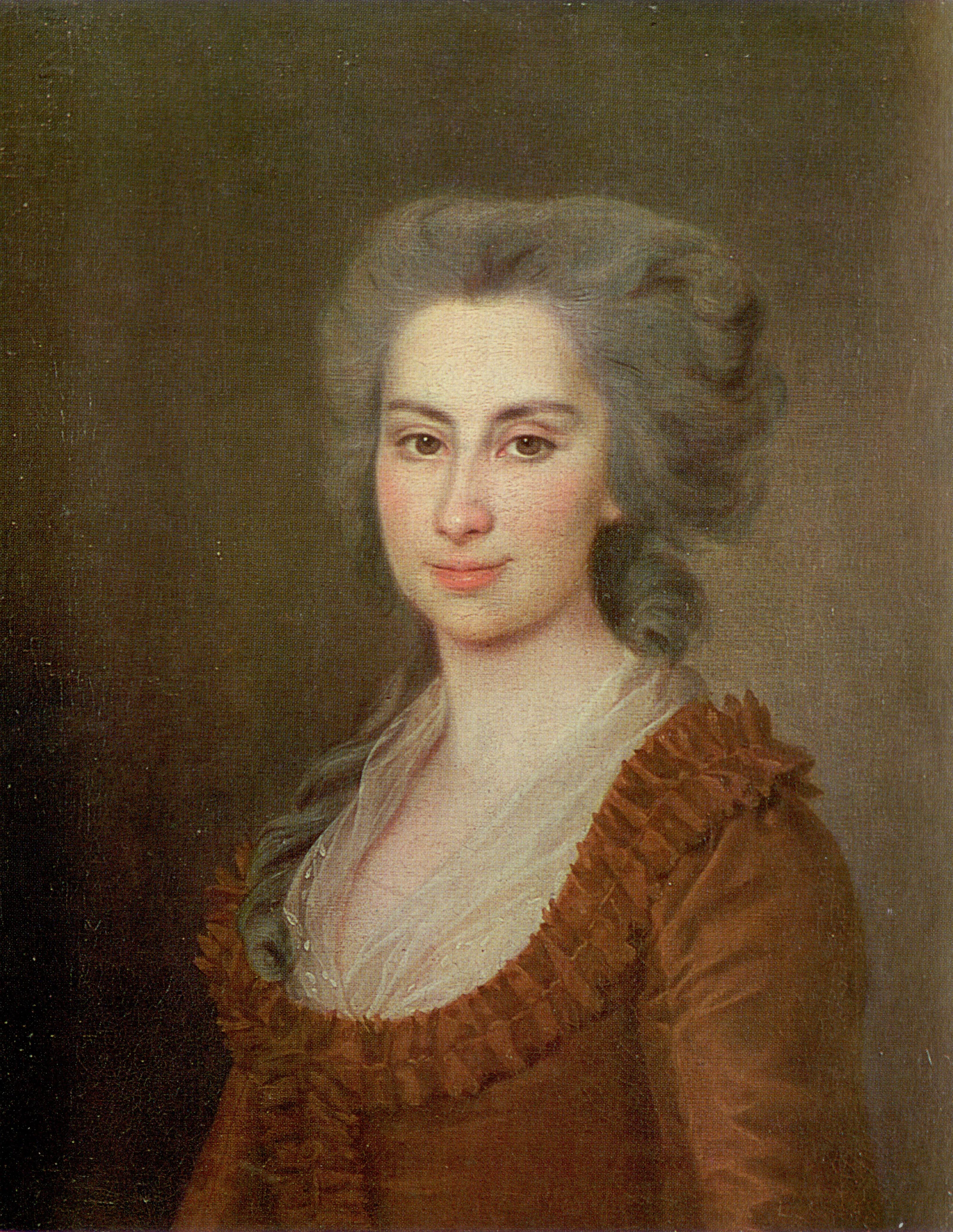
Comtesse Praskovia Vorontsova (fin des années 1780) par Dmitry Levitzky

Artemi et Praskovia ont eu cinq enfants:
- Maria Artemievna Vorontsova (1776-1866), dame d'honneur de l'impératrice Maria Fiodorovna. Elle a déménagé en Italie dans les années 1820 et s'est convertie au catholicisme. Maria est morte à Florence en 1866.
- Anna Artemievna Boutourlina (née Vorontsova; 1777–1854), elle était la cousine au 2e degré de M. A. Gannibal, un parent d'Abraham Hannibal. Anna a épousé son cousin issu de germain, le comte Dmitri Petrovitch Boutourline en 1793. Elle déménage en Italie avec sa famille en 1817 et y vit jusqu'à la fin de ses jours. Elle s'est convertie elle aussi au catholicisme. Anna est enterrée à Florence.
- Alexeï Artemievitch Vorontsov (1777 -?),
- Ekaterina Artemievna Vorontsova (1780-1836), dame d'honneur de la grande-duchesse Constantin de Russie
- Praskovia Artemievna Vorontsova (1786-1842).

## Source
- http://lib.pushkinskijdom.ru/LinkClick.aspx?fileticket=VVnqTtRuRXY%3D&tabid=10358